# Lomo Nord

Lomo Nord est un village de la sous-préfecture d'Angoda, dans le département de Toumodi. La population est essentiellement constituée de Baoulés. L'actuel chef du village est Nanan Diwa Kouadio. 

## Camp militaire
Un champ de tir et d'exercice militaire est installé dans cette commune. Utilisé à l'origine par l'armée française, il est restitué par les Forces françaises en Côte d'Ivoire le 17 septembre 2024 aux autorités ivoiriennes.
Il a abrité un camp de l'opération Licorne en Côte d'Ivoire.